# Eutrichota gopheri
Eutrichota gopheri este o specie de muște din genul Eutrichota, familia Anthomyiidae. A fost descrisă pentru prima dată de Johnson în anul 1913. Conform Catalogue of Life specia Eutrichota gopheri nu are subspecii cunoscute.